# Ophiacantha pentagona
Ophiacantha pentagona is een slangster uit de familie Ophiacanthidae.
De wetenschappelijke naam van de soort werd in 1897 gepubliceerd door René Koehler.